# Zavalinë
Zavalinë là một xã trong quận Elbasan thuộc hạt Elbasan, Albania. Dân số năm 2005 là 2223 người.